# جامعة تريم
جامعة تريم (塔里木大学, بينيين الصينية Tǎlǐmù dàxué ) هي جامعة خاصة بالزراعة واستصلاح الأراضي في إقليم سنجان في الصين.
الحرم الجامعي على مساحة 2500 فدان، وتقع على الضفة الشمالية من نهر تريم في مدينة ألير. تأسست الجامعة في عام 1958 مع آمال المساعدة في توسيع نطاق البحوث في المنطقة. وكانت واحدة من أولى الجامعات في الصين الحديثة التي تمنح درجة البكالوريوس.
جامعة تريم لديها أكثر من 800 موظف وعضو هيئة تدريس، وأكثر من 100 أساتذ مساعد و10,000 طالب جامعي وطلاب الدراسات العليا. كما لديها برامج تعليم للكبار لمدة عامين. المكتبة الخاصة بالجامعة 600 ألف مجلد من الكتب، 1200 ورقة بحثية. كما لديها مجلة يتم نشرها في الصين. تدرس الجامعة العديد من التخصصات، فتحتوى على 26 تخصص، و2 من تخصصات درجة الماجستير.